# Rolene Strauss
Rolene Strauss (Volksrust, 22 aprile 1992) è una modella sudafricana vincitrice del titolo di Miss Mondo 2014.

## Biografia
Già eletta Miss Sudafrica nel 2014, nel dicembre dello stesso anno è stata incoronata Miss Mondo a Londra nella gara che ha visto concorrere 121 bellezze provenienti da tutto il mondo. È una studentessa di medicina e al contempo lavora come modella.